# Patrik Štefan
Patrik Štefan (né le 16 septembre 1980 à Příbram en Tchécoslovaquie aujourd'hui ville de République tchèque) est un joueur professionnel tchèque de hockey sur glace. Il évoluait au poste de centre.

## Carrière en club
Il commence sa carrière dans le championnat Élite tchèque (Extraliga) en jouant en 1996 pour le HC Sparta Prague. Après une saison et demie dans son pays natal en Élite, il rejoint l'Amérique du Nord et signe pour les Ice Dogs de Long Beach de la Ligue internationale de hockey.
Après deux saisons avec les Ice Dogs, il participe au repêchage d'entrée dans la Ligue nationale de hockey de 1999 et est choisi en tant que premier choix devant les jumeaux suédois Daniel et Henrik Sedin par les Thrashers d'Atlanta. Il joue six saisons dans la franchise avant de rejoindre les Stars de Dallas en 2006 en compagnie de Jaroslav Modrý et en retour de Niko Kapanen et d'un choix de septième ronde en 2006.
Lors du lock-out 2004-2005, il joue dans le championnat finlandais (SM-liiga) pour Ilves Tampere.
En 2007, alors que son équipe ne menait que par un seul but, il fait parler de lui en manquant un but dans une cage vide (donc abandonnée par le gardien en faveur d'un sixième attaquant) contre les Oilers d'Edmonton. Sur la contre-attaque qui suit, Aleš Hemský emmène les deux équipes en prolongation. En août 2007, laissé libre par les Stars, il signe un contrat d'un an avec le CP Berne de la Ligue nationale A (Suisse).
Après avoir pris part à trois rencontres avec ces derniers, Štefan se voit dans l'obligation le 5 octobre 2007 d'annoncer son retrait de la compétition à la suite d'une blessure chronique.
À l'été 2008, il retourne en Amérique où il devient agent de joueur.

## Statistiques
| Saison     | Équipe                 | Ligue      |     | Saison régulière | Saison régulière | Saison régulière | Saison régulière | Saison régulière |   | Séries éliminatoires | Séries éliminatoires | Séries éliminatoires | Séries éliminatoires | Séries éliminatoires |
| Saison     | Équipe                 | Ligue      | PJ  | B                | A                | Pts              | Pun              | PJ               | B | A                    | Pts                  | Pun                  |                      |                      |
| 1996-1997  | HC Sparta Prague       | Extraliga  | 5   | 0                | 1                | 1                | 2                | 7                | 1 | 0                    | 1                    | 0                    |                      |                      |
| 1997-1998  | HC Sparta Prague       | Extraliga  | 27  | 2                | 6                | 8                | 16               | -                | - | -                    | -                    | -                    |                      |                      |
| 1997-1998  | Ice Dogs de Long Beach | LIH        | 25  | 5                | 10               | 15               | 10               | 10               | 1 | 1                    | 2                    | 2                    |                      |                      |
| 1998-1999  | Ice Dogs de Long Beach | LIH        | 33  | 11               | 24               | 35               | 26               | -                | - | -                    | -                    | -                    |                      |                      |
| 1999-2000  | Thrashers d'Atlanta    | LNH        | 72  | 5                | 20               | 25               | 30               | -                | - | -                    | -                    | -                    |                      |                      |
| 2000-2001  | Thrashers d'Atlanta    | LNH        | 66  | 10               | 21               | 31               | 22               | -                | - | -                    | -                    | -                    |                      |                      |
| 2001-2002  | Wolves de Chicago      | LAH        | 5   | 3                | 0                | 3                | 0                | -                | - | -                    | -                    | -                    |                      |                      |
| 2001-2002  | Thrashers d'Atlanta    | LNH        | 59  | 7                | 16               | 23               | 22               | -                | - | -                    | -                    | -                    |                      |                      |
| 2002-2003  | Thrashers d'Atlanta    | LNH        | 71  | 13               | 21               | 34               | 12               | -                | - | -                    | -                    | -                    |                      |                      |
| 2003-2004  | Thrashers d'Atlanta    | LNH        | 82  | 14               | 26               | 40               | 26               | -                | - | -                    | -                    | -                    |                      |                      |
| 2004-2005  | Ilves Tampere          | SM-liiga   | 37  | 13               | 28               | 41               | 47               | 7                | 1 | 6                    | 7                    | 4                    |                      |                      |
| 2005-2006  | Thrashers d'Atlanta    | LNH        | 64  | 10               | 14               | 24               | 36               | -                | - | -                    | -                    | -                    |                      |                      |
| 2006-2007  | Stars de Dallas        | LNH        | 41  | 5                | 6                | 11               | 10               | -                | - | -                    | -                    | -                    |                      |                      |
| 2007-2008  | CP Berne               | LNA        | 3   | 1                | 0                | 1                | 0                | -                | - | -                    | -                    | -                    |                      |                      |
| Totaux LNH | Totaux LNH             | Totaux LNH | 455 | 64               | 124              | 188              | 158              | -                | - | -                    | -                    | -                    |                      |                      |

## Carrière internationale
Il représente la République tchèque lors des championnats d'Europe junior de 1996 et 1997. En 2006, il gagne la médaille d'argent avec son pays lors du championnat du monde.